# Plac gen. Władysława Sikorskiego w Krakowie
Plac gen. Władysława Sikorskiego (do 1945 plac Jabłonowskich) – plac w Krakowie u zbiegu ulic Garncarskiej oraz Jabłonowskich, w dzielnicy I Stare Miasto, na Piasku.

## Historia
Wytyczony w latach 90. XIX wieku na terenach będących wówczas własnością książąt Jabłonowskich. W XVIII wieku należały one do rodziny Wielopolskich, toteż okolicę dzisiejszego placu nazywano Wielopolem. W 1945 roku plac został nazwany imieniem polskiego generała i premiera Polski – Władysława Sikorskiego.
Najstarszą budowlą znajdującą się wokół placu jest XVIII-wieczny spichlerz, będący kiedyś własnością rodziny Wielopolskich, a w latach 60. XX wieku został przekazany w wieczyste użytkowanie Muzeum Narodowemu w Krakowie na magazyn dawnych mebli. Po remoncie w budynku w 2013 roku otwarto oddział Muzeum Narodowego w Krakowie – Ośrodek Kultury Europejskiej „Europeum”, w którym prezentowane są dzieła sztuki europejskiej. W 2002 roku został wpisany do rejestru zabytków nieruchomych jako dawny krakowski spichlerz.

## Otoczenie
W pobliżu placu gen. Władysława Sikorskiego znajduje się Muzeum Stanisława Wyspiańskiego, Narodowy Instytut Onkologii im. Marii Skłodowskiej-Curie, kościół pw. Najświętszego Serca Pana Jezusa, V Liceum Ogólnokształcące im. Augusta Witkowskiego, kościół kapucynów Zwiastowania Najświętszej Maryi Panny oraz Skwer Im. Brora Hanssona.

### Budowle przy placu
Przy placu gen. Władysława Sikorskiego mieszczą się następujące budowle:
- pl. Władysława Sikorskiego 1 – kamienica czynszowa. Projektowali Tadeusz Stryjeński, Franciszek Mączyński, 1928–1931[a].
- pl. Władysława Sikorskiego 2 – kamienica czynszowa. Projektowali Tadeusz Stryjeński, Franciszek Mączyński, 1928.
- pl. Władysława Sikorskiego 4 – kamienica czynszowa. Projektowali Tadeusz Stryjeński, Franciszek Mączyński, 1929.
- pl. Władysława Sikorskiego 6 – Stary Spichlerz, XVIII wiek[b].
- pl. Władysława Sikorskiego 6a – kamienica, 1870.
- pl. Władysława Sikorskiego 8 – kamienica czynszowa. Projektował  Leopolda Tlachna, 1890.
- pl. Władysława Sikorskiego 9 – kamienica czynszowa. Projektował  Leopolda Tlachna, 1892.
- pl. Władysława Sikorskiego 11 – kamienica czynszowa. Projektował Bronisław Müller, 1890.
- pl. Władysława Sikorskiego 12 – kamienica czynszowa. Projektował Bronisław Müller, 1891.
- pl. Władysława Sikorskiego 14 – kamienica, 1907–1908.

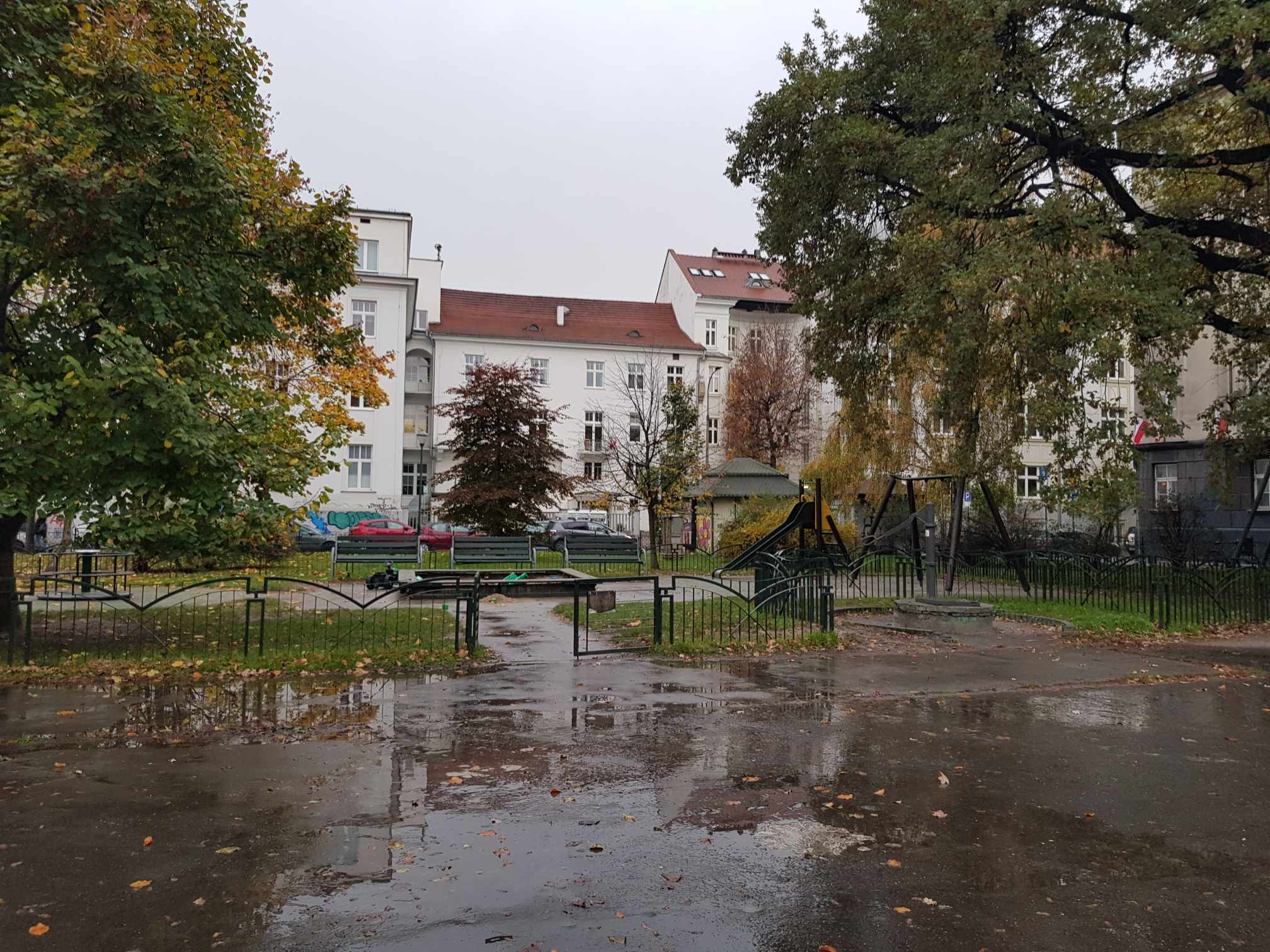
Plac zabaw dla dzieci znajdujący się na placu
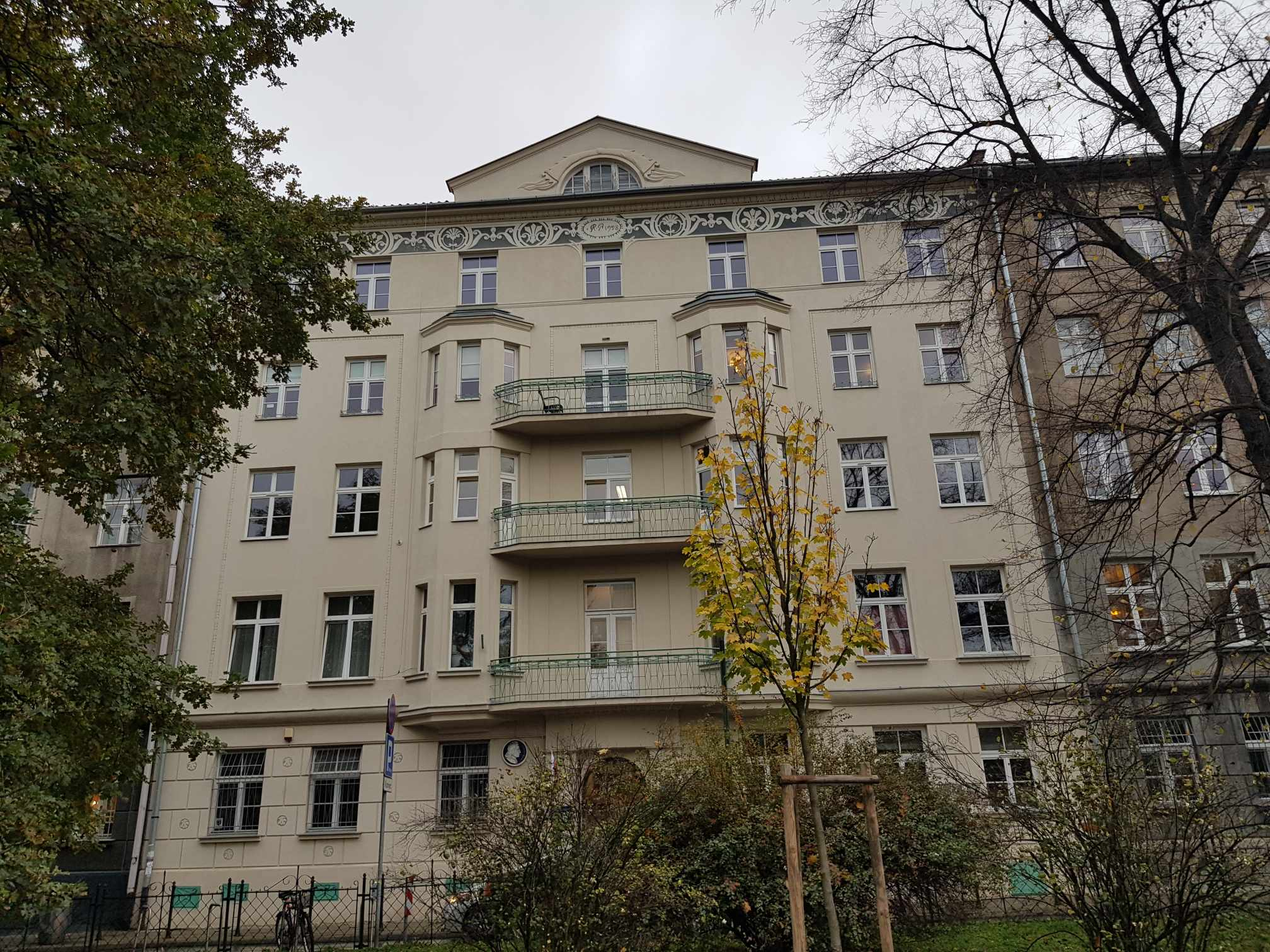
pl. Władysława Sikorskiego 2, kamienica (1928)
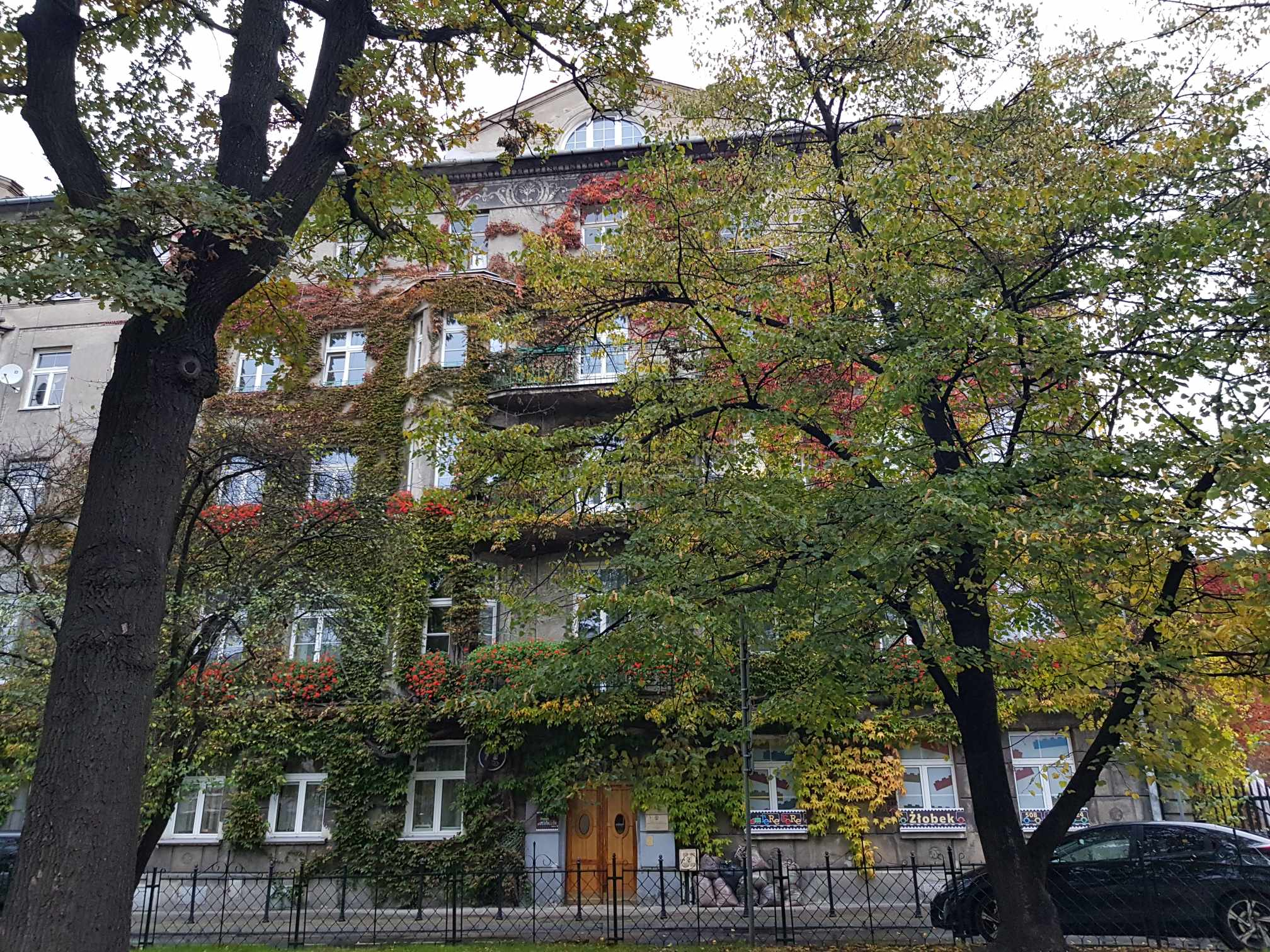
pl. Władysława Sikorskiego 4, kamienica (1929)
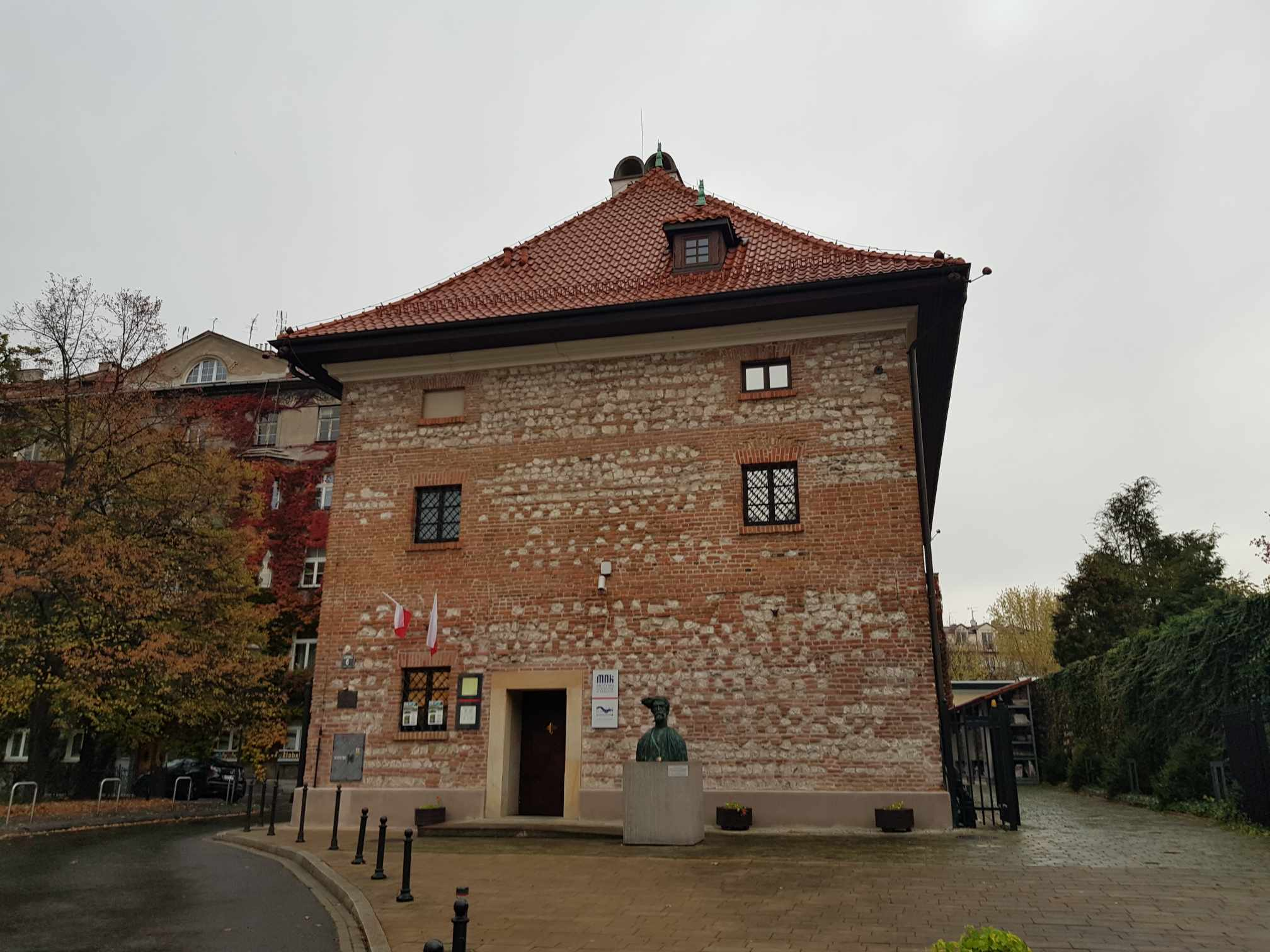
pl. Władysława Sikorskiego 6, spichlerz (XVIII w.)
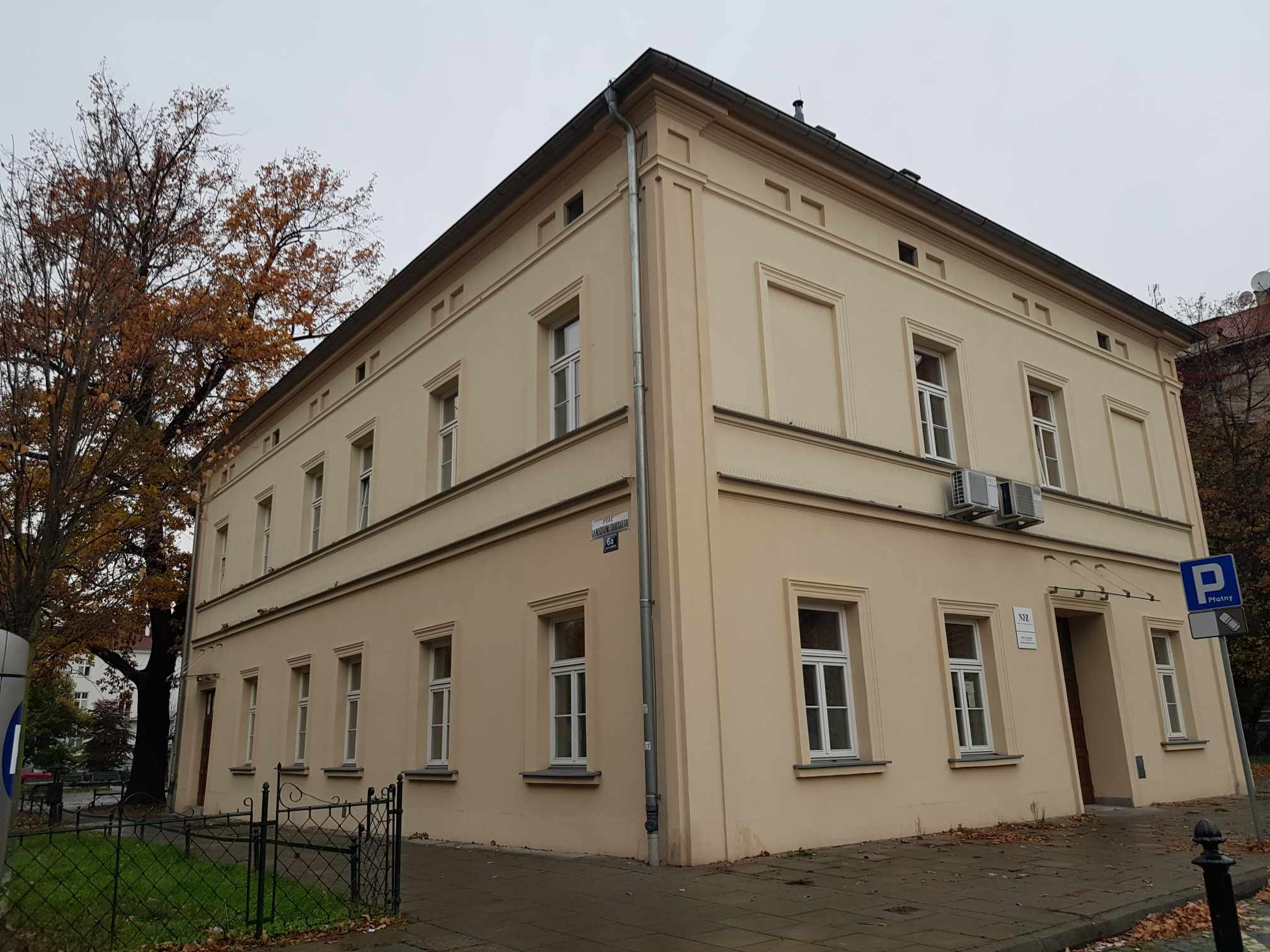
pl. Władysława Sikorskiego 6a, kamienica (ok. 1870)
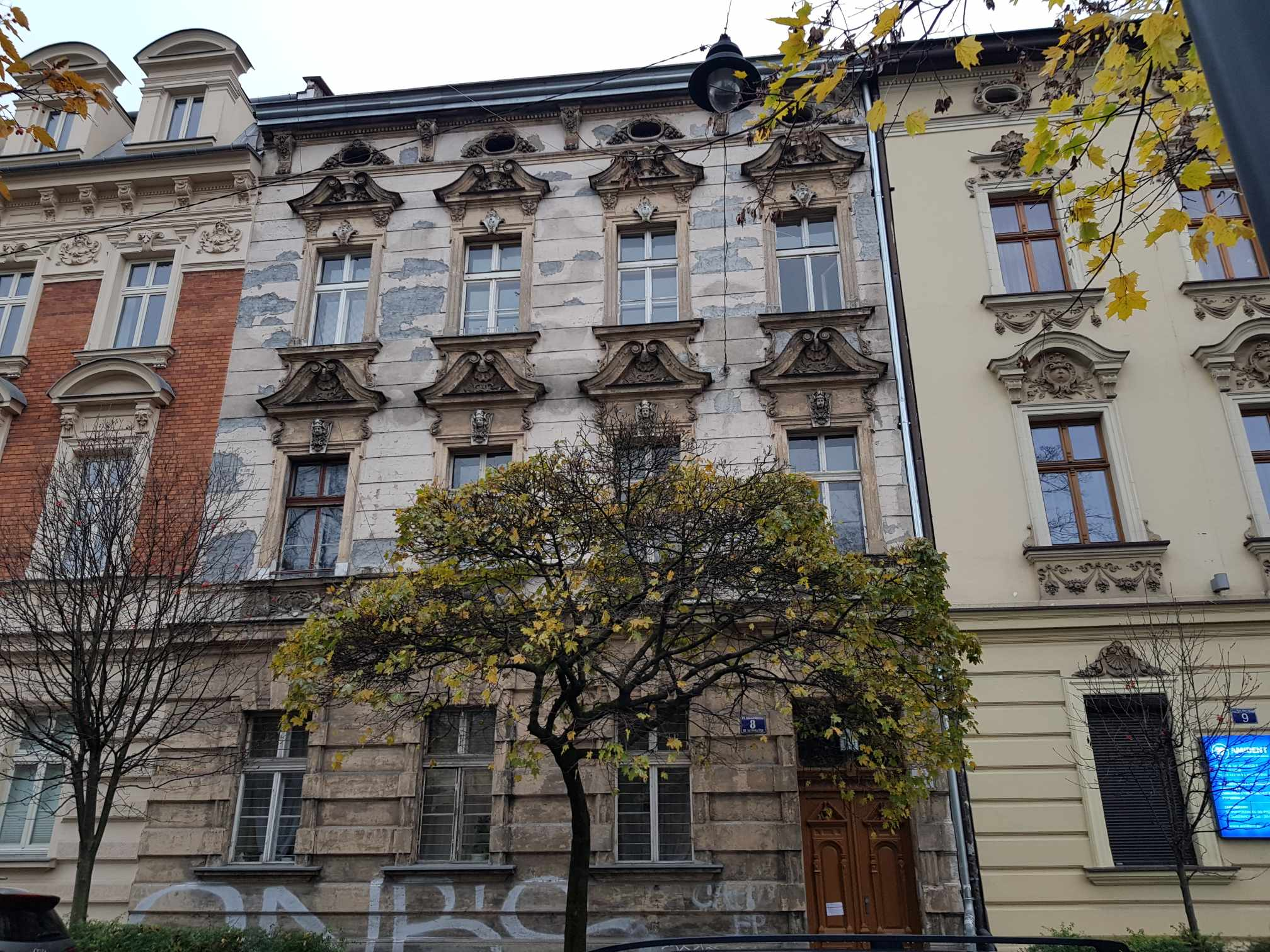
pl. Władysława Sikorskiego 8, kamienica (ok. 1890)
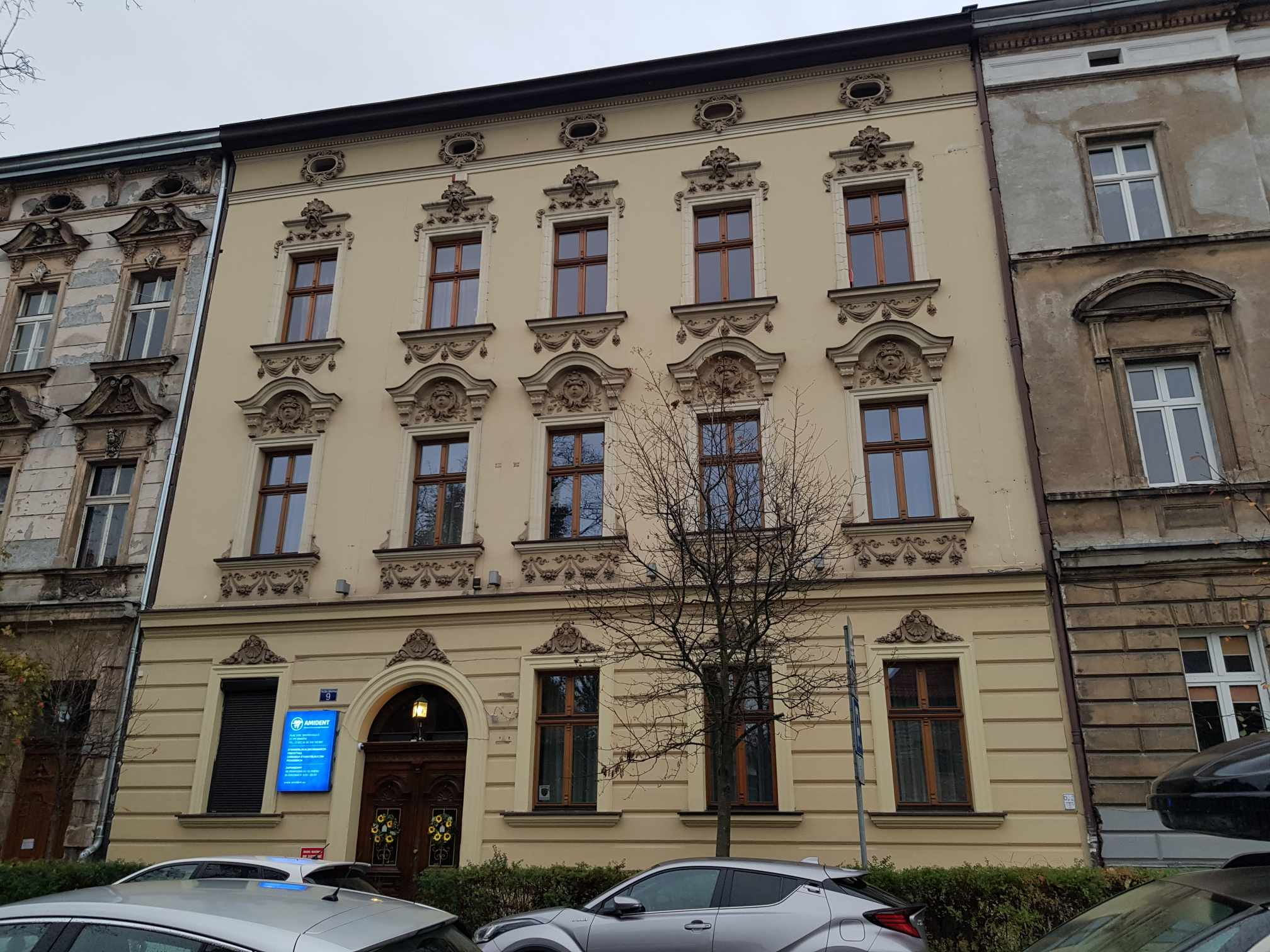
pl. Władysława Sikorskiego 9, kamienica (1892)
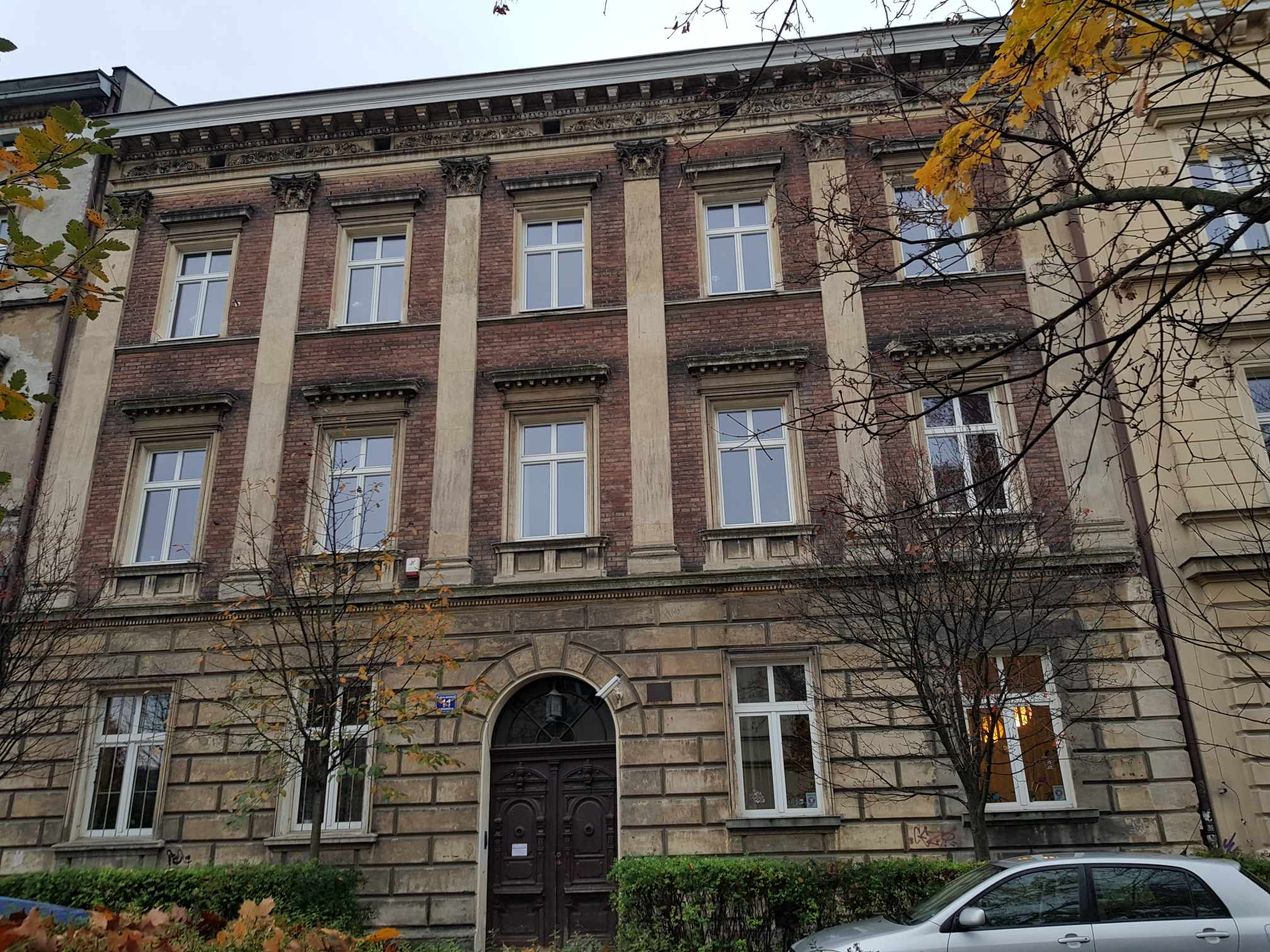
pl. Władysława Sikorskiego 11, kamienica (1890)
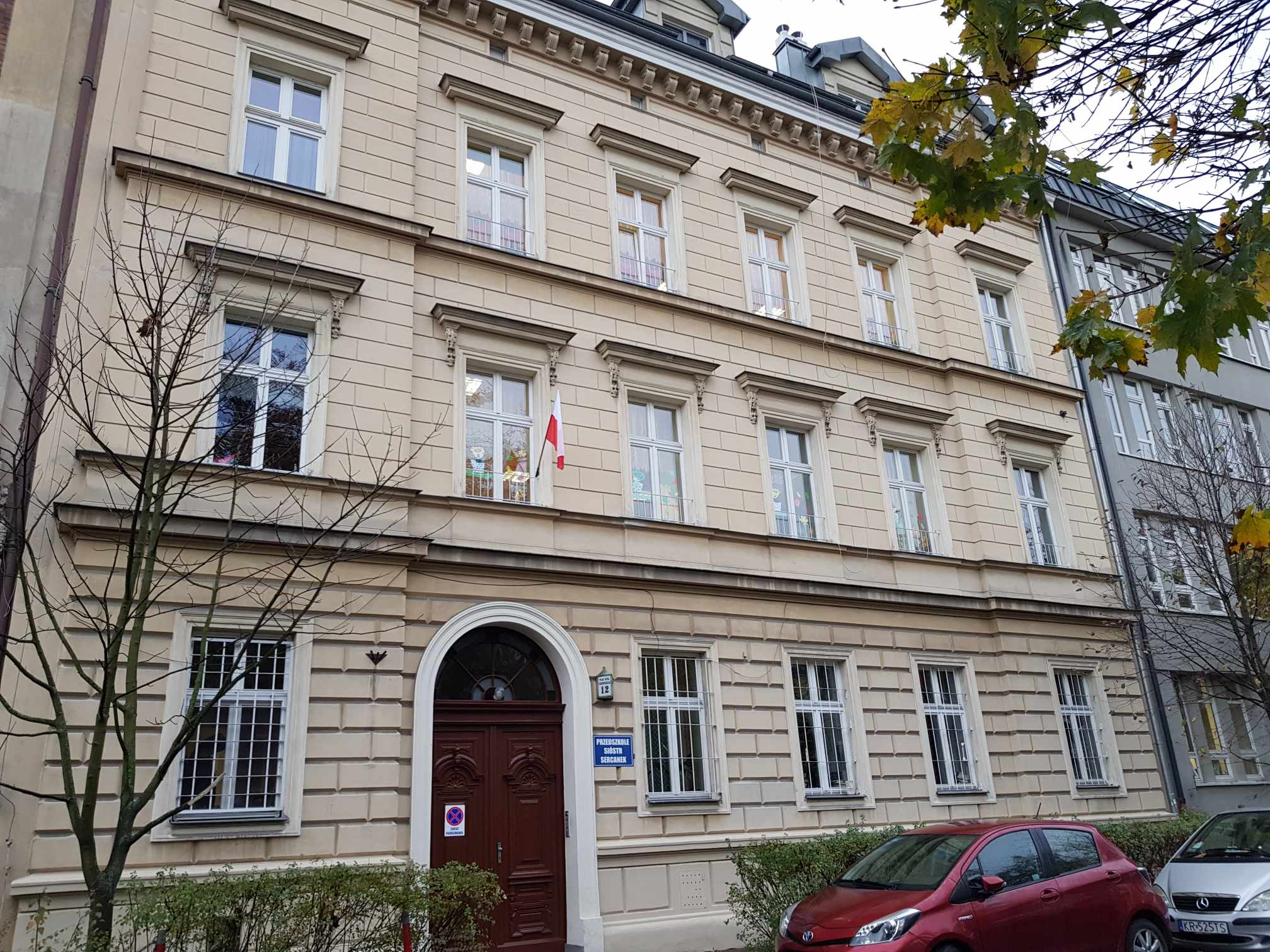
pl. Władysława Sikorskiego 12, kamienica (1891)
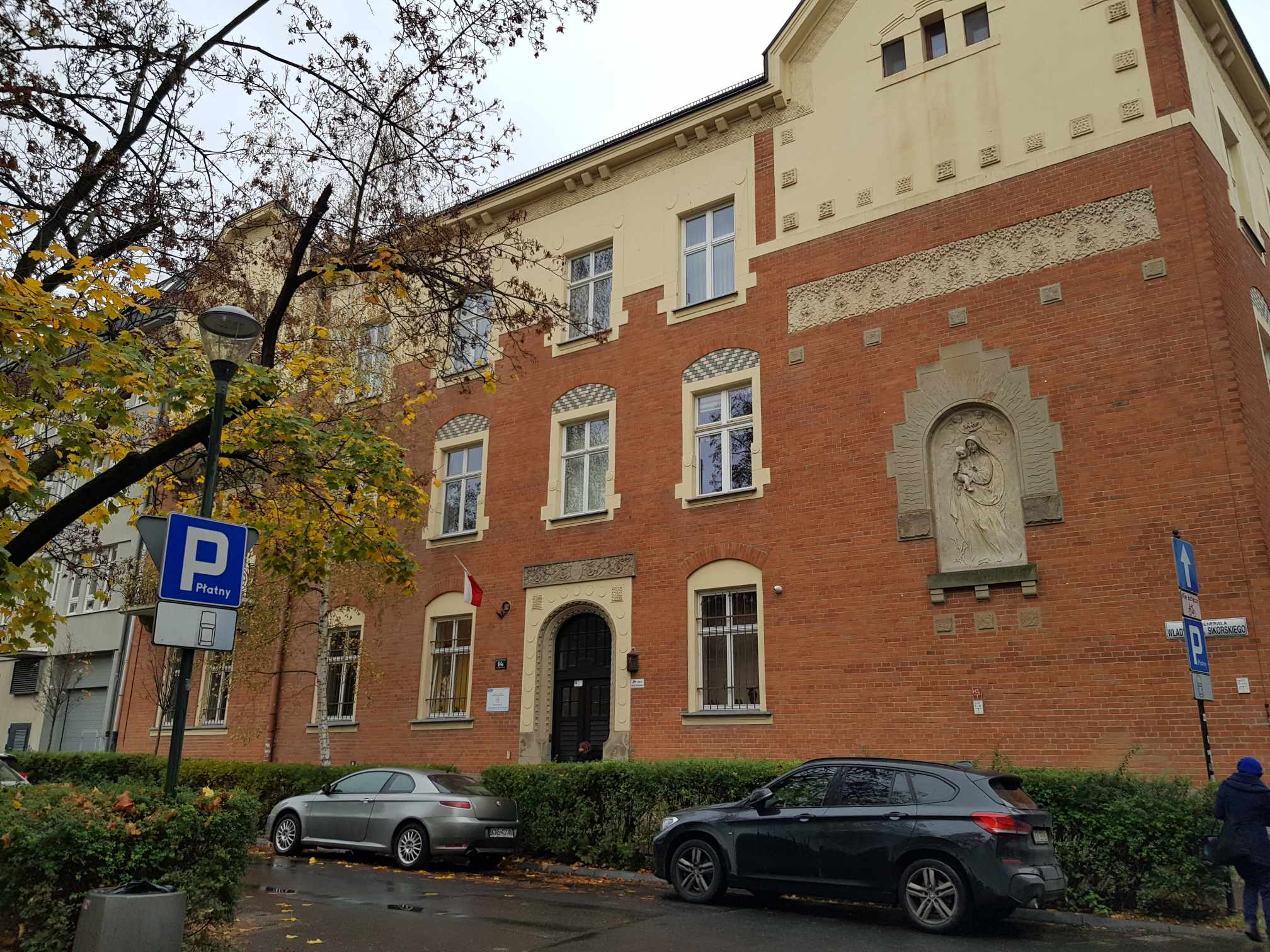
pl. Władysława Sikorskiego 14, kamienica (1908)